# Україна: литовська доба 1320—1569
«Україна: литовська доба 1320—1569» — науково-популярне видання. Побачило світ 2008 року в Києві у видавництві «Балтія-Друк».
Книгу присвячено періоду, коли частина українських земель перебувала в складі Великого князівства Литовського.
Презентація книги відбулася 29 січня 2009 року в приміщенні національного заповідника «Софія Київська».
Лауреат рейтингу «Книжка року 2008» (номінація «Минувшина», розділ «Популярні видання, історична белетристика»). Книгу гостро розкритикували фахівці за помилки та плагіат у тексті.

## Зміст
- КИЇВСЬКА ЗЕМЛЯ
  - Київ
  - Вітовт Великий і битва на Ворсклі
- ВОЛИНСЬКА ЗЕМЛЯ
  - Луцьк
  - Острог
  - Князі Острозькі — українські магнати
  - Олика
  - Володимир-Волинський
  - Кременець
  - Інші міста Волинської землі
- ГАЛИЦЬКА ЗЕМЛЯ
  - Львів
  - Олесько
  - Інші міста Галицької землі
- ПОДІЛЬСЬКА ЗЕМЛЯ
  - Кам'янець-Подільський
  - Князі Коріатовичі — володарі Поділля
  - Брацлав
  - Вінниця
  - Бар
  - Меджибіж
  - Хмільник
  - Немирів
  - Скала-Подільська
  - Жванець
  - Сатанів
  - Зіньків
  - Чорнокозинці
  - Червоноград
  - Білгород-Дністровський
- СІВЕРСЬКА ЗЕМЛЯ
  - Любеч
  - Новгород-Сіверський
  - Путивль
  - Чернігів
- ЗАКАРПАТСЬКА ЗЕМЛЯ І ПІВНІЧНА БУКОВИНА
  - Мукачеве
  - Північна Буковина
  - Чернівці
  - Хотин
- КРИМСЬКА ЗЕМЛЯ
  - Кафа
  - Каламіта
  - Кірк-Ор
  - Судак
  - Гьозлев

## Див.також
- Велике князівство Литовське